# André David (spéléologue)
 (septembre 2021).
Pour les articles homonymes, voir André David et David.
André David (1906-1977) était un spéléologue français qui habitait Cabrerets et qui découvrit la grotte du Pech Merle.

## Biographie
André David passionné de spéléologie dès son plus jeune âge, a exploré la plupart des grottes du Quercy.
Le lundi 4 septembre 1922, avec sa sœur Marthe (13 ans), son camarade Henry Dutertre (15 ans) et un ouvrier agricole, il découvre la partie ornée de la grotte préhistorique du Pech Merle sur le Causse de Gramat.
Après avoir parcourut durant 3/4 d'heures le boyau de la découverte (plus de 140 m de long) il découvre dans la partie basse de la grotte la salle des Peintures et la salle de l'Ossuaire.
André David assistera ensuite l'Abbé Amédée Lemozi, curé du village de Cabrerets et grand préhistorien, pour l'étude des peintures de la grotte et le relevé de la topographie.
Il deviendra guide dans la grotte du Pech Merle dès son ouverture au public en 1926.
En 1949, il découvre une autre partie de la grotte du Pech Merle : la galerie Combel.

## Sources
- « Les grandes figures disparues de la spéléologie française », Spelunca (Spécial Centenaire de la Spéléologie), no 31,‎ juillet-septembre 1988, p. 44 (lire en ligne)
- Delanghe, Damien, Médailles et distinctions honorifiques (document PDF), in : Les Cahiers du CDS no 12, mai 2001.
- Association des anciens responsables de la fédération française de spéléologie : In Memoriam.
- Bulletin no 3 du Comité Départemental de Spéléologie du Lot - 1977
- Site du Centre de Préhistoire de Pech Merle
- Article Dire Lot no 142 - Jacques Ravaud - mai 2006 p. 22 - 24